# Arthur Gould-Porter
Arthur E. Gould-Porter, auch A. E. Gould-Porter, A. E. Gould Porter oder Arthur Gould Porter, (* 4. Januar 1905 in Penzance, Cornwall, England, UK; † 2. Januar 1987 in Los Angeles, Kalifornien, USA) war ein britisch-US-amerikanischer Schauspieler.

## Leben
Arthur Gould-Porter begann seine schauspielerische Laufbahn beim Theater und trat bereits ab Anfang der 1930er-Jahre auch in New York am Broadway auf. Er spielte in Komödien ebenso wie in Dramen, darunter in Erfolgsstücken wie Victoria Regina von Laurence Housman (1935 bis 1937) und an der Seite von Robert Morley in Oscar Wilde von Leslie Stokes und Sewell Stokes (1938/39).
Beginnend mit Wie ein Alptraum (Nightmare) und Eagle Squadron (beide 1942) versuchte Gould-Porter schließlich auch im Filmgeschäft Fuß zu fassen. Es folgten über ein Jahrzehnt lang kleine und zumeist ungenannte Nebenrollen in mehr als 30 Kinofilmen. Ab Mitte der 1950er-Jahre spielte er auch in Fernsehserien mit, häufig als Butler oder Detektiv. So war er zwischen 1957 und 1960 in einigen Folgen der Serie Alfred Hitchcock Presents zu sehen. Alfred Hitchcock war es auch, der ihm in seinem Spionage-Thriller Der zerrissene Vorhang (Torn Curtain, 1966) eine seiner wenigen größeren Filmrollen verschaffte.
Arthur E. Gould-Porter starb am 2. Januar 1987 in Los Angeles.

## Filmografie (Auswahl)
- 1942: Wie ein Alptraum (Nightmare)
- 1943: Holy Matrimony
- 1944: The White Cliffs of Dover
- 1944: Der Unsichtbare nimmt Rache (The Invisible Man’s Revenge)
- 1946: Hier irrte Scotland Yard (The Verdict)
- 1947: Singapur (Singapore)
- 1951: Schwester Maria Bonaventura (Thunder on the Hill)
- 1951: Kind Lady
- 1951: Hübsch, jung und verliebt (Rich, Young and Pretty)
- 1952: Nur für Dich (Just for You)
- 1953: Donner in Fern-Ost (Thunder in the East)
- 1953: Abbott und Costello gegen Dr. Jekyll und Mr. Hyde (Abbott and Costello Meet Dr. Jekyll and Mr. Hyde)
- 1953: Fort der Rache (Fort Vengeance)
- 1953: Die Wasserprinzessin (Dangerous When Wet)
- 1955: Drei Matrosen in Paris (So This Is Paris)
- 1955: Die nackte Geisel (Lady Godiva of Coventry)
- 1957–1960: Alfred Hitchcock Presents (Alfred Hitchcock Presents) (TV-Serie)
- 1961: Piraten von Tortuga (Pirates of Tortuga)
- 1963–1966: The Beverly Hillbillies (TV-Serie, acht Folgen)
- 1966: Überfall auf die Queen Mary (Assault on a Queen)
- 1966: Der zerrissene Vorhang (Torn Curtain)
- 1967: Die Karate Killer (The Karate Killers)
- 1970: Darling Lili
- 1971: Die tollkühne Hexe in ihrem fliegenden Bett (Bedknobs and Broomsticks)
- 1973: Frasier, the Sensuous Lion